# Hoenn
Hoenn (Japans, ホウエン地方 Hōen-chihō) is een regio in de Pokémonwereld. Deze komt voor in de serie en in de spellen Pokémon Ruby, Sapphire, Emerald, Omega Ruby en Alpha Sapphire. De regio ligt ten zuiden van Johto en Kanto en maakte zijn debuut in de derde generatie. Net als de andere regio's heeft ook Hoenn acht gymleiders. De starterpokémon waaruit je kan kiezen in de spellen zijn Treecko, Torchic en Mudkip. De regio is gebaseerd op het Japanse eiland Kyushu.
De steden in Hoenn zijn Littleroot Town, Oldale Town, Petalburg City, Rustboro City, Dewford Town, Slateport City, Mauville City, Verdanturf Town, Fallarbor Town, Lavaridge Town, Fortree City, Lilycove City, Mossdeep City, Pacifidlog Town, Sootopolis City en Ever Grande City (met de Pokémon League, een competitie die gedaan kan worden nadat alle gymleiders zijn verslagen). 

## Gymleiders
Hoenn heeft 8 gymleiders die elk een ander type Pokémon gebruiken
- Roxanne (steentype)
- Brawly (vechttype)
- Wattson (elektrisch type)
- Flannery (vuurtype)
- Norman (normaal type)
- Winona (vliegtype)
- Tate & Liza (psychisch type)
- Juan (in Emerald) of Wallace (in Ruby & Sapphire) (watertype)

In Pokémon Emerald is Wallace de kampioen van de Pokémon League in plaats van Steven (in Ruby & Sapphire). Steven komt wel nog voor in Pokémon Emerald.